# Udanoceratops
Udanoceratops là một chi khủng long, được Kurzanov mô tả khoa học năm 1992.